# Керченит
Керченит(англ. kerschenite; нем. Kertschenit m) — минерал класса фосфатов, арсенатов и ванадатов. 

## Описание
Недостаточно изучен, тонкодисперсный продукт изменения вивианита. Цвет — тёмно-синий. Игольчатые кристаллы, очень хрупкие с переливами зеленого и синего цвета. Уникальный минерал Керченского полуострова.
Различают α -, β-и γ-керченит, которые отличаются составом и содержанием соединений Fe. Чаще всего керчениты можно найти в раковинах, трещинах глыбовой руды. Они представляют собой темно-синие, черные, зеленоватые призматические кристаллы.
Известен с древних времён как естественный краситель. Сегодня применяется в основном в работе иконописцев.

## Ссылка
- Вивианит это минерал. Физические свойства, описание, месторождения и фото. Камень Вивианит Архивная копия от 8 апреля 2011 на Wayback Machine
- Минералы Керченского полуострова, Керченит _ Пантикапей Архивная копия от 20 июля 2019 на Wayback Machine